# Jadran Malkovich
Jadran Malkovich (* 1977 in Leverkusen) ist ein deutsch-serbischer Schauspieler und Musicaldarsteller.

## Leben
Malkovich, der in Deutschland geboren wurde, zog, noch bevor er in die Schule kam, mit seiner Familie zurück nach Serbien. Im Alter von 14 Jahren beschloss Malkovich, der sich schon frühzeitig für die Schauspielerei interessiert hatte, später einmal professionell als Schauspieler zu arbeiten. Nach seinem Schulabschluss in Serbien kehrte er Ende der 1990er Jahre im Alter von 21 Jahren nach Deutschland zurück. Nach mehreren Jahren in Deutschland und einer weiteren Zwischenstation in seiner serbischen Heimat ließ er sich Mitte der 2000er Jahre fest in Großbritannien nieder, wo er u. a. als Tennislehrer arbeitete. Schauspiel lernte er u. a. am Actors Center London (Großbritannien) und in verschiedenen Schauspielworkshops.
Malkovich spielte in TV-Serien, Filmen und verschiedenen internationalen TV-Produktionen mit. Seine erste Kinorolle hatte er in einer Mini-Auftritt als Geisel in dem britischen Thriller 4.3.2.1 (2010). Weitere kleine Kinorollen übernahm er in Steven Spielbergs Kriegsepos Gefährten (2011) und in der britischen Komödie Austenland (2013). In dem Episodenfilm 50 Kisses (Großbritannien, 2014) war er Co-Hauptdarsteller; außerdem spielte er in mehreren Kurzfilmen mit. In der US-amerikanischen Fernseh-Miniserie 24: Live Another Day (2014) hatte er eine Episodenrolle als russischer Söldner. Im Oktober 2017 war Malkovich in der ZDF-Fernsehreihe Rosamunde Pilcher in einer Episodenrolle zu sehen; er spielte John Jennings, den besten Freund des verstorbenen Ehemanns einer jungen englischen Lady. Malkovich ist auch selbst als Regisseur, Drehbuchautor und Filmemacher tätig. 
Jadran Malkovich sprach außerdem das Voice-over für die Spiele-Trilogie Assassin’s Creed Chronicles und war als Werbedarsteller in verschiedenen Kampagnen zu sehen, u. a. für Nokia und für die Olympischen Sommerspiele 2020 in Istanbul.
2015 erhielt Malkovich seine erste Musical-Rolle. In der deutschen Erstaufführung des Musicals Bodyguard im Kölner Musical Dome übernahm er ab November 2015 die Rolle des PR-Agenten Sy Spector; außerdem war er Cover für die männliche Hauptrolle des Bodyguards Frank Farmer. Von September 2017 bis April 2018 spielte er die männliche Hauptrolle im Musical Bodyguard bei den Aufführungen im SI-Centrum in Stuttgart.
Malkovich wohnt (Stand: Oktober 2017) in London.

## Filmografie (Auswahl)
- 2010: 4.3.2.1 (Kinofilm)
- 2011: Gefährten (War Horse, Kinofilm)
- 2012: White Heat (TV-Miniserie)
- 2012: Line of Fire (Kurzfilm)
- 2012: Finding Time (Kurzfilm)
- 2013: Austenland (Austenland, Kinofilm)
- 2014: 50 Kisses (Kinofilm)
- 2014: 24: Live Another Day (Fernsehserie, Episodenrolle)
- 2017: Rosamunde Pilcher: Das Gespenst von Cassley (Fernsehreihe)